# Barbadillo de Herreros (kommunhuvudort)
Barbadillo de Herreros är en kommunhuvudort i Spanien.   Den ligger i provinsen Provincia de Burgos och regionen Kastilien och Leon, i den norra delen av landet, 200 km norr om huvudstaden Madrid. Barbadillo de Herreros ligger 1 125 meter över havet och antalet invånare är 151.
Terrängen runt Barbadillo de Herreros är huvudsakligen kuperad. Barbadillo de Herreros ligger nere i en dal.  Trakten runt Barbadillo de Herreros är nära nog obefolkad, med mindre än två invånare per kvadratkilometer. Närmaste större samhälle är Salas de los Infantes, 16,8 km sydväst om Barbadillo de Herreros. I omgivningarna runt Barbadillo de Herreros växer i huvudsak blandskog.